# Heusdensch Kanaal
Het Heusdensch Kanaal is een kanaal op de grens van de Nederlandse provincies Noord-Brabant en Gelderland, grofweg tussen Heusden en Wijk en Aalburg. Het kanaal verbindt de Bergsche Maas met de Afgedamde Maas en heeft een totale lengte van ongeveer 2350 m.

## Maritiem
Het kanaal is geschikt voor vaartuigen CEMT-klasse Va. De grootste toegestane scheepsafmetingen op het kanaal zijn: lengte 110 m, breedte 12,5 m en diepgang 2,6 meter.
Aan de kant van de Bergsche Maas bevindt zich een keersluis, genaamd De Kromme Nolkering, waar zich ook de enige brug bevindt, die van de N831. Bij hoge waterstanden in de Maas wordt deze kering gesloten, zodat het waterpeil in de Afgedamde Maas niet hoger komt dan +3,5 meter NAP.

## Geschiedenis
Heusden lag aanvankelijk direct aan de Afgedamde Maas. In het midden van de Middeleeuwen werd de meander bij Heusden doorgestoken, waarna de oorspronkelijke Maasarm langzaam verzandde. Een gedeelte werd open gehouden, om de bereikbaarheid van Heusden te waarborgen. Dit gedeelte stond al snel bekend als het Heusdensch Kanaal. Het huidige Heusdensch Kanaal werd gegraven in het kader van de Maasmondwet van 26 januari 1883. Hierbij werd voor een deel het tracé van het eerdere Heusdensch Kanaal gevolgd.

## Brug

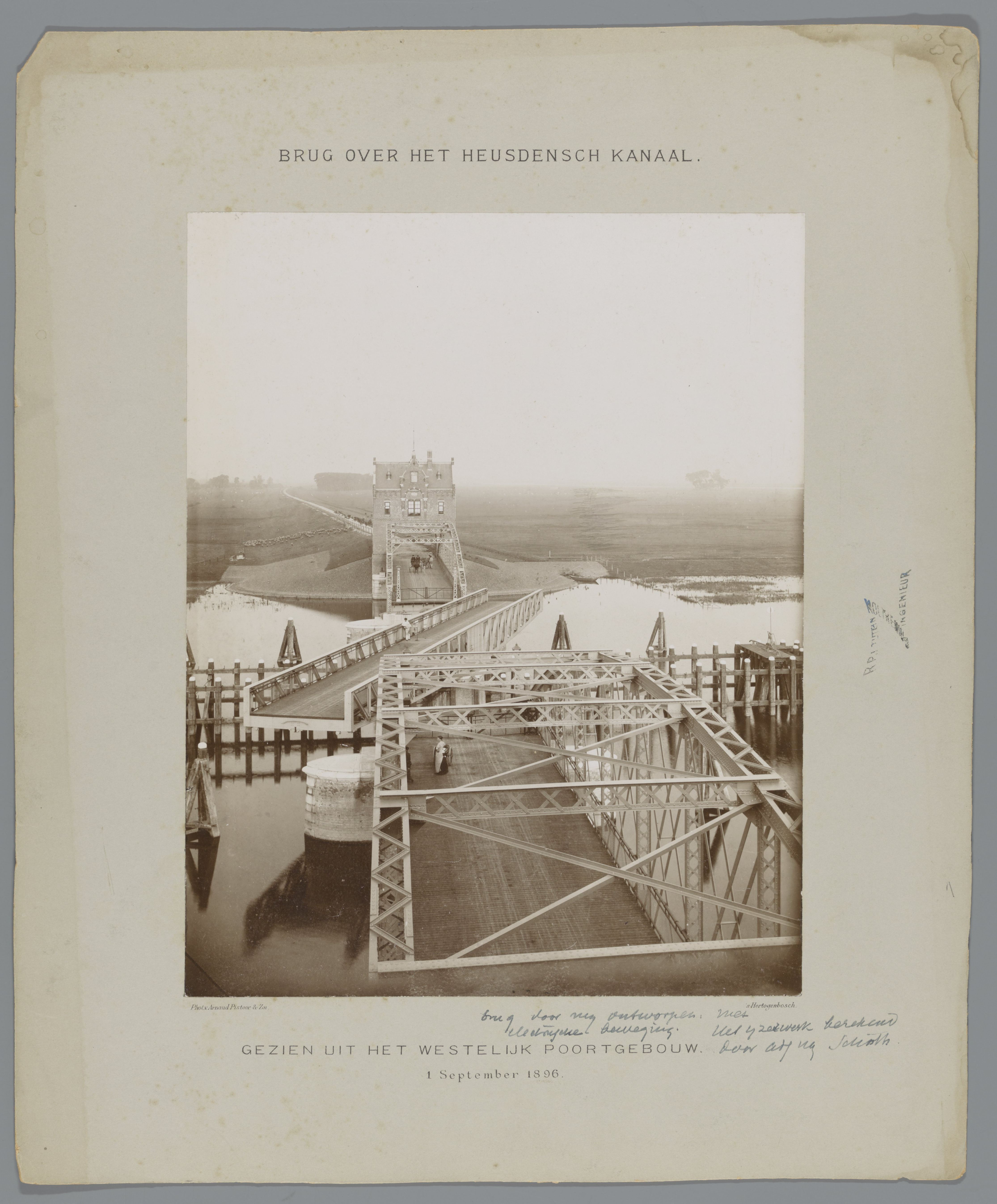
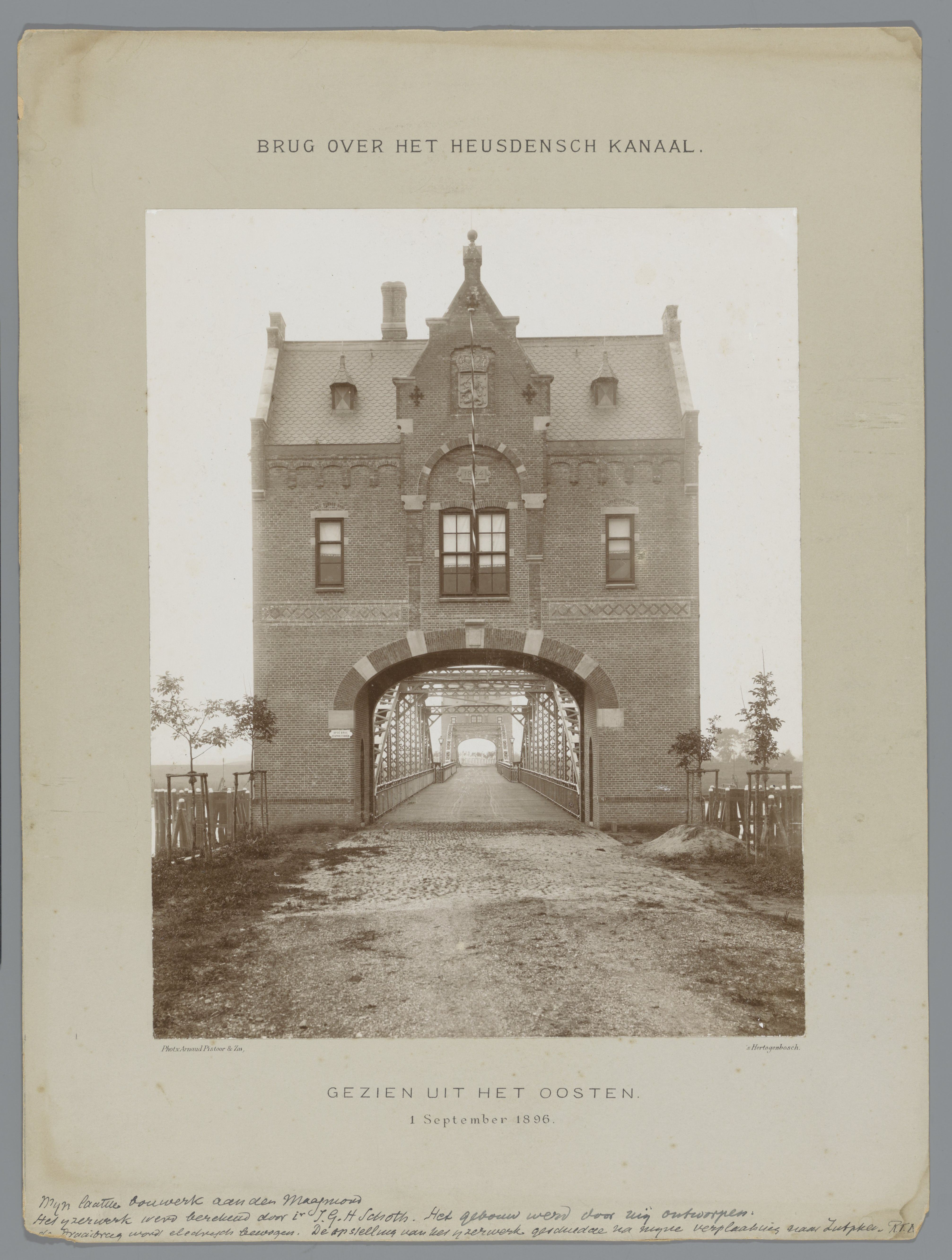
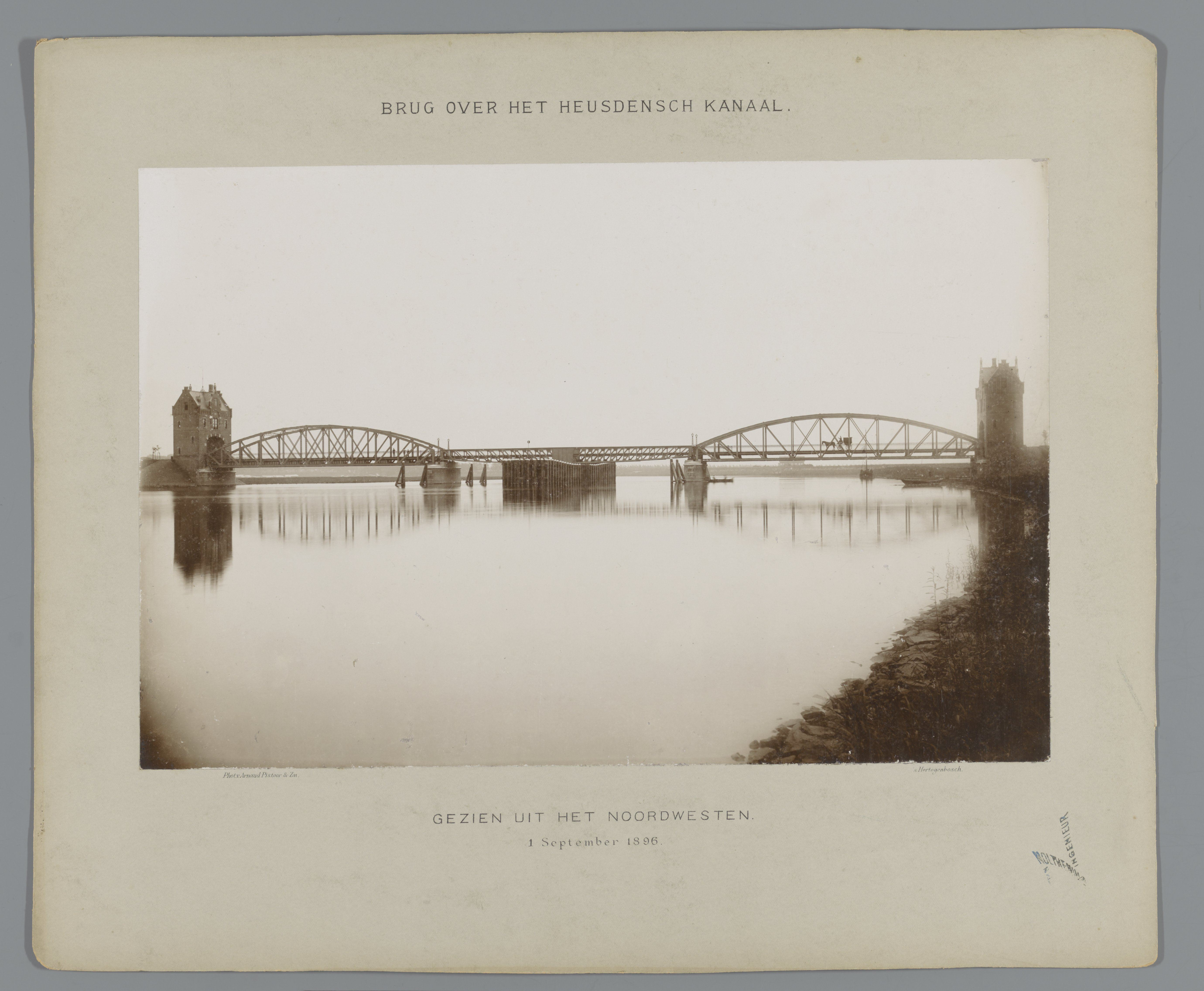

Bij de aanleg van het Heusdensch Kanaal werd tevens voorzien in een brug tussen Aalburg en Nederhemert-Zuid. In mei 1940 werd deze door het Nederlandse leger opgeblazen. Na herstel werd in december 1944 de brug opnieuw opgeblazen door het Duitse leger. Hierbij was de brug zodanig beschadigd dat in 1947 een nieuwe brug gereed kwam, van het type Callender-Hamilton van de gelijknamige firma uit Engeland. Deze brug speelde een prominente rol in de tv-serie De Brug uit 1990. In 2001 werd de brug gesloopt en vervangen door de huidige brug.
Brug over het Heusdensch Kanaal, 1896

## Link
- Heusdensch Kanaal. Rijkswaterstaat. Gearchiveerd op 22 maart 2023. Geraadpleegd op 24 januari 2024.